# Panzer nach vorn
Panzer nach vorn ist ein US-amerikanischer Kriegsfilm aus dem Jahre 1961 von Byron Haskin mit Howard Keel in der Hauptrolle.

## Handlung
Im Zweiten Weltkrieg sind die amerikanischen Truppen bis in die Vogesen vorgedrungen. Eine US-Patrouille findet eine verwundete Frau auf einer einsamen Straße in den Bergen und bringt sie in ein verlassenes Haus. Die Frau, Alexandra, macht sich schnell bei den abgekämpften Männern beliebt und nimmt eine Stellung als Übersetzerin beim Nachrichtendienst der Einheit an. Alexandra ist eine Spionin der Deutschen und kann so Informationen an das deutsche Kommando übermitteln.
Der Kommandeur der Einheit, Colonel Devlin, ist überzeugt, dass sich Feindkräfte in der Umgebung aufhalten, doch die US-Soldaten sind nicht in der Lage, diese Kräfte zu finden. Erst als man zwei deutsche Soldaten gefangen nimmt, wird klar, dass sich eine große deutsche Streitmacht nähert. Alexandra kommt Devlin mittlerweile verdächtig vor, während er seinen Männern aufträgt, sich zur Verteidigung ihrer Stellungen bereit zu machen. Als die Deutschen angreifen, kann Alexandra zwei US-Soldaten mit einem Gewehr töten. Sergeant Mike, der in Alexandra verliebt ist, sieht, wie Alexandra seinen vermeintlichen Rivalen Skee tötet. Mit einer Salve aus einem Maschinengewehr erschießt Mike Alexandra. Bald wird die US-Truppe verstärkt, so dass Devlin seine Stellung halten kann.

## Kritiken
Das Lexikon des internationalen Films über den Film: „Haarsträubend unglaubhafter Kriegsfilm - mit Unterstützung des Pentagon entstanden.“

## Hintergrund
Der Film wurde am 9. Juli 1961 in den USA aufgeführt. In Deutschland erschien er erstmals im September 1962 in den Kinos.
Der Film wurde in Deutschland gedreht.